# Suzanne Dehelly
Pour les articles homonymes, voir Dehelly.
Suzanne Dehelly, née le 1er octobre 1896 à Paris (10e) et morte le 12 octobre 1968 à Paris (18e), est une actrice et chanteuse française.
elle repose avec Marcel Rivet au cimetière parisien de Saint-Ouen division 21
Elle a été mariée en 1920 à Robert Pizani avant de divorcer et d'épouser, en 1940, le scénariste et adaptateur Marcel Rivet (1905-1957)
Elle a été championne de France d'échecs en 1943.

## Filmographie
- 1930 : La Prison en folie d'Henry Wulschleger : Cléo d'Argul
- 1930 : Un trou dans le mur de René Barberis : la couturière
- 1931 : Tout s'arrange d'Henri Diamant-Berger : Micheline
- 1931 : Mon amant l'assassin de Solange Bussi : Simone Bondizi
- 1931 : La Fine Combine, court métrage d'André E.Chotin : Mme Topinois
- 1934 : La crise est finie de Robert Siodmak : Olga
- 1934 : Une nuit de folies de Maurice Cammage : Suzanne
- 1934 : Les Bleus de la marine de Maurice Cammage : Elyane
- 1935 : Un soir de bombe de Maurice Cammage : Emma
- 1935 : La Mariée du régiment de Maurice Cammage
- 1935 : Retour au paradis de Serge de Poligny
- 1936 : La Reine des resquilleuses de Max Glass et Marco de Gastyne : Victorine
- 1936 : La Petite Dame du wagon-lit de Maurice Cammage : Eudoxie
- 1936 : Prête-moi ta femme de Maurice Cammage : Angèle
- 1936 : La Brigade en jupons de Jean de Limur : Frédérique
- 1936 : Les Frères Delacloche, court métrage de Maurice Kéroul et Jean Mugeli
- 1937 : Titin des Martigues de René Pujol : Totoche
- 1937 : Chipée de Roger Goupillières : Mme point
- 1937 : Arsène Lupin détective d'Henri Diamant-Berger : l'amie d'Olga
- 1937 : Cinderella de Pierre Caron : Virginie)
- 1937 : Monsieur Bégonia d'André Hugon : Mme Merchant
- 1937 : Mon député et sa femme de Maurice Cammage : la princesse
- 1938 : Une de la cavalerie de Maurice Cammage : Léonie Vigoulette
- 1938 : Vacances payées de Maurice Cammage : Sabine
- 1938 : La Présidente de Fernand Rivers : Mme Tricointe
- 1938 : Ça c'est du sport de René Pujol : Ernestine
- 1938 : Mon oncle et mon curé de Pierre Caron
- 1938 : Gargousse d'Henry Wulschleger : Zozo
- 1939 : L'Homme qui cherche la vérité d'Alexander Esway : Mme Lamblin
- 1940 : Marseille mes amours de Jacques Daniel-Norman : Tante Zoé
- 1941 : Croisières sidérales d'André Zwobada : Georgette Marchand
- 1941 : Premier Rendez-vous d'Henri Decoin : Mlle Christophine
- 1941 : Pension Jonas de Pierre Caron : la baronne de Crochezoet
- 1942 : À vos ordres, Madame, de Jean Boyer : Odile Dupuis
- 1942 : La Belle Aventure, de Marc Allégret : Mme d'Eguzon
- 1942 : Le Grand Combat de Bernard Roland : Antoinette
- 1943 : La Collection Ménard de Bernard Roland : Dora
- 1943 : Feu Nicolas de Jacques Houssin : Mme Ballard
- 1945 : Le Roi des resquilleurs de Jean-Devaivre : Arlette Sycleton / Carla
- 1946 : Pas un mot à la reine mère de Maurice Cloche : la reine Catherine de Neustrie
- 1946 : Rouletabille joue et gagne de Christian Chamborant : Florine
- 1946 : Rouletabille contre la dame de pique de Christian Chamborant : Florine
- 1948 : L'Idole d'Alexander Esway : Valérie Jourdan
- 1948 : Ma tante d'Honfleur de René Jayet : Mme Raymonde, la tante d'Honfleur
- 1949 : Cinq tulipes rouges de Jean Stelli : Colonelle
- 1949 : Au grand balcon d'Henri Decoin : Mlle Françoise
- 1950 : Olivia de Jacqueline Audry : Mlle Dubois
- 1950 : Le Rosier de Madame Husson de Jean Boyer : Mlle Irène Cadenas
- 1951 : Ils sont dans les vignes de Robert Vernay : Mme Debordes
- 1951 : Ma femme est formidable d'André Hunebelle : la mère de Sylvia
- 1951 : La nuit est mon royaume de Georges Lacombe : Sœur Gabrielle
- 1952 : La Loterie du bonheur de Jean Gehret : Mme Lucas
- 1952 : Les amours finissent à l'aube d'Henri Calef : Clémence Gueret
- 1953 : Quitte ou double de Robert Vernay : Charlotte Boudier
- 1953 : Châteaux en Espagne de René Wheeler : la Française
- 1954 : Huis clos de Jacqueline Audry : la vieille dame
- 1955 : La Bande à papa de Guy Lefranc : Gertrude, la grand-mère
- 1957 : La Garçonne de Jacqueline Audry : la tante Sylvestre
- 1957 : Police judiciaire de Maurice de Canonge : Mme Georges
- 1957 : Sénéchal le magnifique de Jean Boyer : la malade
- 1957 : Le Temps des œufs durs de Norbert Carbonnaux : Armande Grillot, la femme du garagiste
- 1957 : Fumée blonde de Robert Vernay : la tante Esther
- 1957 : L'École des cocottes de Jacqueline Audry : Mme Bernoux
- 1959 : La Valse du Gorille de Bernard Borderie : Hortense
- 1961 : Les Livreurs de Jean Girault
- 1961 : Cadavres en vacances de Jacqueline Audry

## Théâtre
- 1929 : Kadubec, opérette en 3 actes d'André Barde, musique de Maurice Yvain, théâtre des Nouveautés[4]
- 1930 : Cœur d'Henri Duvernois, théâtre des Nouveautés
- 1930 : Langrevin père et fils de Tristan Bernard, mise en scène Jacques Baumer, théâtre des Nouveautés
- 1932 : Amitié de Michel Mourguet, mise en scène Raymond Rouleau, théâtre des Nouveautés
- 1936 : Normandie de Paul Misraki et André Hornez, livret de Henri Decoin, mise-en-scène de Fred Pasquali, théâtre des Bouffes-Parisien
- 1938 : Femmes de Clare Boothe, adaptation Jacques Deval, mise en scène Jane Marnac, théâtre Pigalle
- 1941 : Trois jeunes filles nues, opérette en 3 actes, livret de Yves Mirande et Albert Willemetz, musique de Raoul Moretti, théâtre Marigny[5]
- 1952 : La Feuille de vigne de Jean-Bernard Luc, mise en scène Pierre Dux, théâtre de la Madeleine
- 1953 : La Feuille de vigne de Jean Bernard-Luc, mise en scène Pierre Dux, théâtre des Célestins
- 1955 : Pygmalion de George Bernard Shaw, mise en scène Jean Marais, théâtre des Bouffes-Parisiens
- 1958 : Don Juan d'Henry de Montherlant, mise en scène Georges Vitaly, théâtre de l'Athénée
- 1960 : Carlotta de Miguel Mihura, mise en scène Jacques Mauclair, théâtre Edouard VII
- 1960 : Une nuit chez vous, Madame ! de Jean de Létraz, mise en scène Jacques Mauclair, théâtre de l'Ambigu-Comique
- 1960 : Constance de William Somerset Maugham, mise en scène Michel Vitold, théâtre Sarah Bernhardt
- 1961 : Le Repos du guerrier de Christiane Rochefort, mise en scène Jean Mercure, théâtre de Paris
- 1962 : Les Cailloux de Félicien Marceau, mise en scène André Barsacq, théâtre de l'Atelier